# Siraj Din
Siraj Din – pakistański bokser.
Uczestniczył w Letnich Igrzyskach Olimpijskich, w 1976 roku, odpadł w ćwierćfinale w wadze średniej po przegranej walce z Rufatem Riskijewem.
Brązowy medalista igrzysk azjatyckich w 1974.